# Бойко Ярина Григорівна
Ярина (Ірина) Григорівна Шевченко-Бойко, у шлюбі Бойко (* 12 (24) травня 1816 — † 26 січня (7 лютого) 1865) — сестра Тараса Шевченка. 
Ще з дитячих років була найбільшою приятелькою Тараса. Ця приязнь залишилася на все життя. Поет відвідував сестру під час кожного приїзду в Кирилівку. Після 1859 року він почав клопотатися про визволення своїх родичів, зокрема Ярини, з кріпацької неволі. Допомагав їй матеріально.
У 1836 році стала дружиною кирилівського маляра Федора Бойка.
Шевченко присвятив Ярині вірш «Сестрі».
У дні похорону поета є групове фото, на якому є й Ярина.
Померла 26 січня (7 лютого) 1865 року в селі Кирилівка від «натуральної хвороби».

## Сім'я
- Федір Кіндратович (*1811 — † 1850-ті) — чоловік.
- Устина — (* 1836 — † ?) — донька.
- Іларіон (* 16 червня 1840 — † ?) — син.
- Логвин (* 1842 — † ?) — син.
- Лаврентій (* 1847 — † ?) — син.